# Трюгве Гальвдан Лі
Трюгве Гальвдан Лі (норв. Trygve Halvdan Lie; 16 липня 1896, Осло, Норвегія — 30 грудня 1968, Ейлу, Норвегія) — норвезький політичний діяч, у період з 1946 по 1952 роки — 1-й вибраний Генеральний секретар ООН.

## Біографія
Трюгве Лі народився в Осло. Його батько, Мартін Лі, був теслярем за професією. Він покинув сім'ю у 1902 році та емігрував у США. Його мати, Гільда, володіла пансіонатом у передмісті Осло. Вчився в Університеті Осло, де в 1919 році здобув диплом юриста. У 1911 році вступив у молодіжну організацію Норвезької робітничої партії. З 1919 по 1922 рік був помічником секретаря Робітничої партії, а з 1922 по 1935 рік — юрисконсультом Норвезької федерації профспілок, а у 1926 році став національним виконавчим секретарем Робітничої партії. У період з 1919 по 1921 рік був головним редактором газети Det 20 århundre.
У 1937 році був обраний у Парламент Норвегії від провінції Акерсгус. В уряді Робітничої партії з 1935 по 1939 рік обіймав посаду міністра юстиції, потім, з липня по вересень 1939 року, пост міністра торгівлі і промисловості. Лі, який свого часу підтримав Жовтневий переворот та ще особисто розмовляв з Леніним, виступив за надання Леву Троцькому політичного притулку в Норвегії (1935).
З початком Другої світової війни Лі був призначений міністром постачання та судноплавства. Під час німецького вторгнення за його наказом весь норвезький флот пішов до портів антигітлерівської коаліції, щоб не стати здобиччю ворога. У червні 1940 року, після окупації країни Німеччиною, виїхав до Великої Британії, оскільки норвезький уряд ухвалив рішення звідти продовжувати боротьбу з Третім рейхом. У грудні був призначений виконувачем обов'язки міністра закордонних справ, а в лютому 1941 року — міністром закордонних справ Норвегії. У 1945 році переобраний до парламенту. 12 червня 1945 року уряд, до складу якого входив Трюгве Лі, подав у відставку. Лі був призначений міністром закордонних справ тимчасового коаліційного кабінету та міністром закордонних справ в уряді Робітничої партії нового складу у жовтні 1945 року.
Лі очолював норвезьку делегацію на Сан-Франциській конференції з питання про створення міжнародної організації Ради Безпеки ООН, брав участь у підготовці Статуту ООН. Очолював норвезьку делегацію на Генеральній асамблеї Об'єднаних Націй, де 1 лютого 1946 року був обраний першим Генеральним секретарем Організації Об'єднаних Націй. 1 листопада 1950 року Генеральна Асамблея продовжила його термін повноважень ще на три роки — починаючи з 1 лютого 1951 року.
На посаді Генерального секретаря Лі прагнув зупинити конфлікти, що назрівали, такі як Корейська війна, Блокада Західного Берліна, криза в Кашмірі), домогтися міжнародного визнання для Ізраїлю, Індонезії та КНР, не дозволив увійти до складу ООН франкістській Іспанії. Піддавався запеклій критиці за нерішучість та під тиском як США, так і СРСР, Лі подав у відставку в листопаді 1952 року.
Після відставки з Організації Об'єднаних Націй Лі обіймав посади губернатора Акерсгуса та був головою Норвезької ради з енергетики. У 1959 році за дорученням короля Улафа V був посередником в процесі врегулювання територіальних суперечок Італії та Ефіопії у Сомалі.

## Особисте життя
У 1921 році одружився. Мав трьох дочок: Сесіль, Гурі та Матте.